# Немирович, Андрей (Андрюшка)
Андрей (Андрюшка) Немирович (умер после 1452) — государственный деятель Великого княжества Литовского, член великокняжеской рады.

## Биография
Представитель литовского шляхетского рода Немировичей герба «Ястржембец». Сын литовского боярина Яна Немиры, конюшего великого князя литовского Витовта и наместника полоцкого, и его жены Анны. У него было три брата: Николай, Фёдор и Ян Немировичи.
Упоминается в документах после смерти великого князя литовского Витовта. В 1431 году Андрей Немировичи принимал участие в переговорах с поляками в Луцке (Луцкая война) и Чарторыйске (Польско-тевтонская война 1431—1435). 13 августа 1431 года был отправлен в качестве посла в польский лагерь под Луцком для ведения мирных переговоров, а в сентябре того же года финансировал вместе с другими литовскими панами освобождение пленников, взятых поляками во время военных действий. Он был одним из свидетелей актов унии между Сигизмундом Кейстутовичем и Польским королевством в 1434 и 1435 годах, сохранив за собой печать с гербом «Ястржембец». Он был свидетелем привилея, выданного Сигизмундом Кейстутовичем в 1434 году Сеньке Гедыгольдовичу на владение двором Мир. Также подпись Андрея Немировича стоит в документах, выданных Сигизмундом Кейстутовичем Виленскому собору (1435—1436). Он поддерживал Сигизмунда Кейстутовича в междоусобной борьбе за престол со Свидригайлом Ольгердовичем, получив в награду от первого ряд поместий.
Андрей Немирович выступал в качестве свидетеля во многих грамотах великого князя литовского Казимира Ягеллончика, в том числе, в привилеях для города Вильно (1441), Виленского кафедрального собора (1452) и вместе со своим братом Яном. Андрей Немирович был упомянут наряду с другими князьями и вельможами в документе великого князя литовского и короля польского Казимира Ягеллончика для митрополита Московского Ионы в 1451 году.

## Собственность
Владелец Вселюба. Он получил многочисленные земельные владения от Сигизмунда Кейстутовича и Казимира Ягеллончика. Среди его имений были Вересково, Чернихово, Ляховичи, Молодиловище, двор Лодятище и озеро Черешло.
Андрей Немирович был старшим из всех братьев и, возможно, единственным основателем католического костёла во Вселюбе. Вероятная дата основания — 1442 год. Костёл во Вселюбе, который являлся главной резиденцией Немировичей, вероятно, имел характер родового кладбища. Костел во Вселюбе считается самым старшим из сохранившихся готических памятников на территории Беларуси.

## Семья
Андрей Немирович имел двух сыновей:
- Ежи (Юрий) Андреевич Немирович, староста дрохичинский. Отец Николая, Ежи, Яна Угрина и, возможно, Кшиштофа и Софьи
- Якуб Андреевич Немирович. Был женат на Святохне, вдове Андрея Довгирдовича (сына воеводы виленского Яна Довгерда)
  - Вацлав, наместник любутский и мценский. Женат на княжне Авдотье Свирской
  - Ян, староста чечерский. Женат на княжне Ядвиге Свирской
  - Андрей (ок. 1462—1541), воевода киевский, гетман польный литовский
  - Владислав Бутрым, тиун виленский
  - Ядвига, основательница костёла в Коркожишках
  - неизвестная дочь, жена Николая Нарбута

От первого брака у Святохны была дочь Анна Довгирдовна, которая стала женой наместника смоленского Ивана Ильинича и матерью маршалка Юрия Ивановича Ильинича, основателя Мирского замка.